# Kiri Te Kanawa
Dame Kiri Janette Te Kanawa (n. 6 martie 1944, Gisborne, Gisborne District⁠(d), Noua Zeelandă) este o cântăreață de operă din Noua Zeelandă de origine maoră.

## Biografie
A debutat în 1971 la Covent Garden în rolul contesei Almaviva din Nunta lui Figaro. În anii următori a cântat la operle din Chicago, Paris, Sydney, Viena, La Scala, San Francisco, München și Köln.
În anii 1980 a apărut înregistrarea piesei muzicale West Side Story sub bagheta lui Leonard Bernstein, în care Kiri Te Kanava a cântat rolul Mariei alături de José Carreras. În legătură cu această înregistrare există și un film documentar.
Din 1982 Kiri Te Kanawa poartă titlul de Dame Commander of The Order of the British Empire.
În ultimul timp s-a consacrat popularizări muzicii populare maori, a populației autohtone din Noua Zeelandă.